# Ткаченко, Феодосий Мефодьевич
Феодосий Мефодиевич Ткаченко — советский хозяйственный деятель.

## Биография
Родился в 1901 году в Пятихатках. Член КПСС.
Окончил Всесоюзную транспортную академию.
С 1915 года — технический конторщик, помощник начальника станции, заместитель начальника, начальник ряда станций Одесской железной дороги.
В 1935—1941 гг. — начальник Лиховского и Грязинского отделений движения, начальник службы движения Юго-Восточной железной дороги.
В 1941—1945 гг. — начальник Юго-Восточной железной дороги, начальник Московско-Киевской железной дороги.
В 1945—1951 гг. — начальник Московско-Курской железной дороги.
В 1951—1959 гг. — начальник Московско-Окружной железной дороги.
Умер в 1976 году в Москве.

## Награды
- Орден Ленина (дважды)
- Орден Трудового Красного Знамени
- Орден Красной Звезды